# Sjostedtiella versicolor
Sjostedtiella versicolor är en stekelart som beskrevs av Pierre L. G. Benoit 1953. Sjostedtiella versicolor ingår i släktet Sjostedtiella och familjen brokparasitsteklar. Inga underarter finns listade i Catalogue of Life.